# Дронговые кукушки
Дронговые кукушки (лат. Surniculus) — род птиц в семействе кукушковых (Cuculidae). Представителя рода распространены в Южной и Юго-Восточной Азии. 

## Описание
Характеризуются длинным ступенчатым хвостом с раздвоенным или квадратным окончанием, внешние перья которого укороченные.

## Классификация
В состав рода включают четыре вида:
- Surniculus lugubris — Дронговая кукушка
- Surniculus dicruroides
- Surniculus musschenbroeki
- Surniculus velutinus — Филиппинская дронговая кукушка[3]

## Примечание
1. ↑  Бёме Р. Л., Флинт В. Е. Пятиязычный словарь названий животных. Птицы. Латинский, русский, английский, немецкий, французский / Под общ. ред. акад. В. Е. Соколова. — М.: Русский язык, РУССО, 1994. — С. 138. — 2030 экз. — ISBN 5-200-00643-0.
2. ↑   Gill F., Donsker D. & Rasmussen P.[англ.] (Eds.): Turacos, bustards, cuckoos, mesites, sandgrouse (англ.). IOC World Bird List (v14.2) (14 августа 2024). doi:10.14344/IOC.ML.14.2. Дата обращения: 1 октября 2024.
3. ↑  Филиппинская дронговая кукушка · Surniculus velutinus · Sharpe, 1877. Дата обращения: 20 июля 2016. Архивировано 16 сентября 2016 года.